# Panurginus flavotarsus
Panurginus flavotarsus là một loài Hymenoptera trong họ Andrenidae. Loài này được Wu mô tả khoa học năm 1992.